# 이천시립월전미술관
이천시립월전미술관은 한국의 화가 월전 장우성을 기리는 기념관적 성격의 미술관으로 경기도 이천시 관고동에 있다.
장우성은 생전에 한국화단을 위해 사재를 사회에 환원하는 뜻을 세우고, 1989년 월전미술문화재단을 설립하여 대표작품과 평생 모은 국내외 고미술품 전부를 재단에 기증하였고, 이를 토대로 1991년 서울 팔판동에 월전미술관이 건립되었다.
장우성은 그 규모와 역량을 확충하고 공익적 성격을 더욱 분명히 하고자 월전미술관을 이천시립월전미술관으로 전환한다는 유지를 남기고 2005년 사망하였으며, 그 뜻에 따라 2007년 6월 재단법인 월전미술문화재단과 유족으로부터 장우성의 유작과 월전미술관 소장품 1532점을 기증받아 이천시립월전미술관으로 새롭게 개관하였다.

## 갤러리

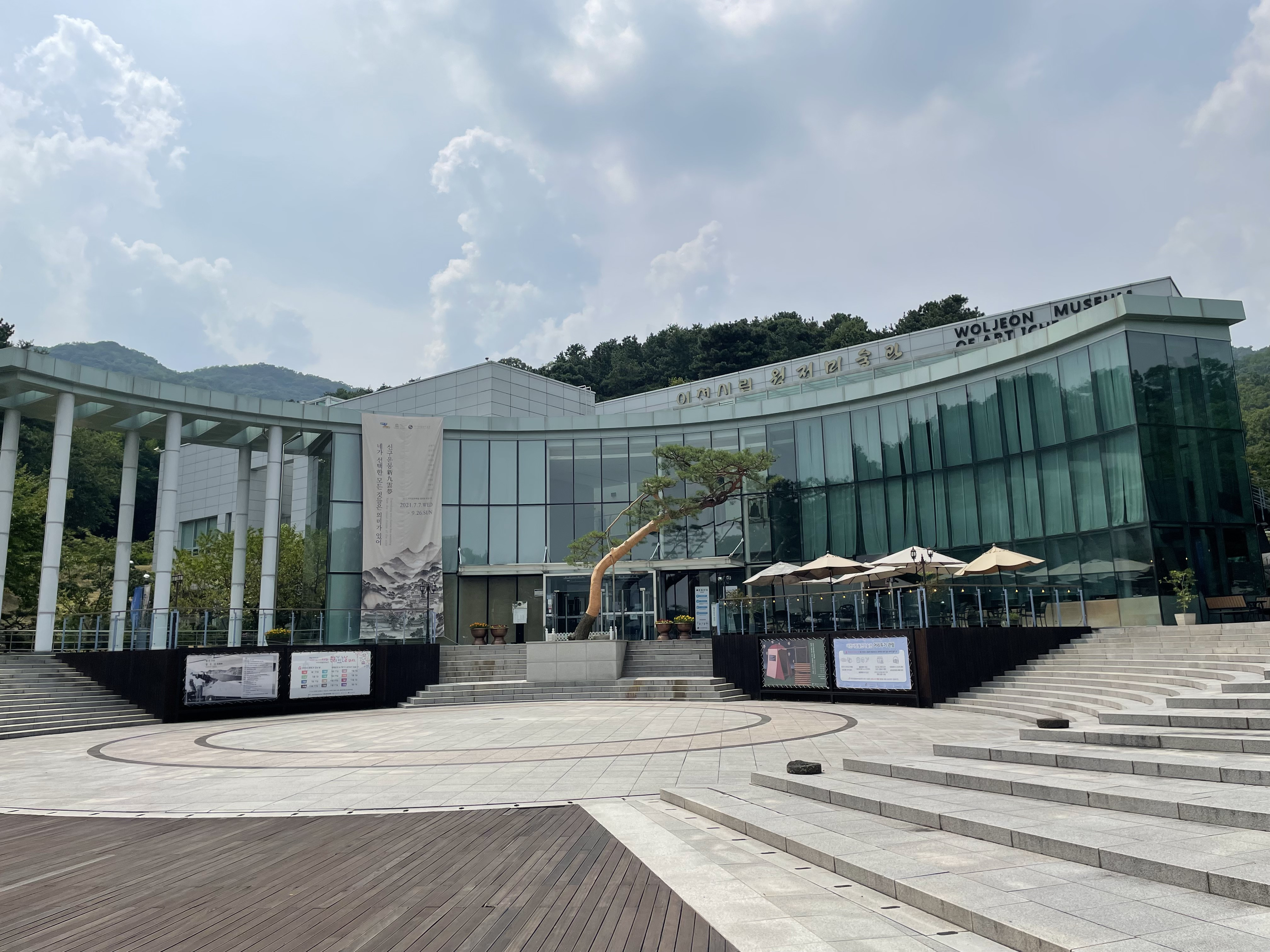
이천시립월전미술관
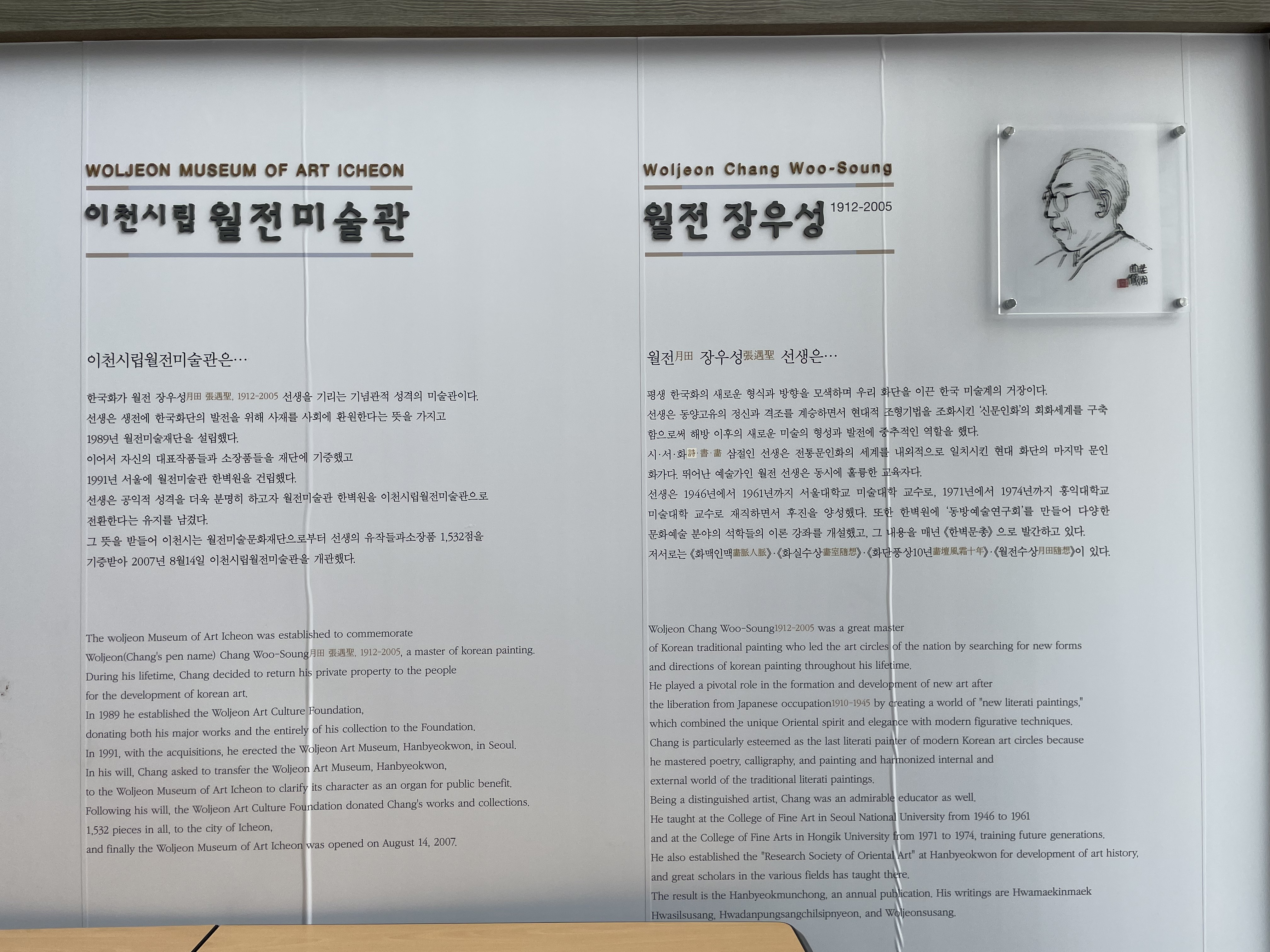
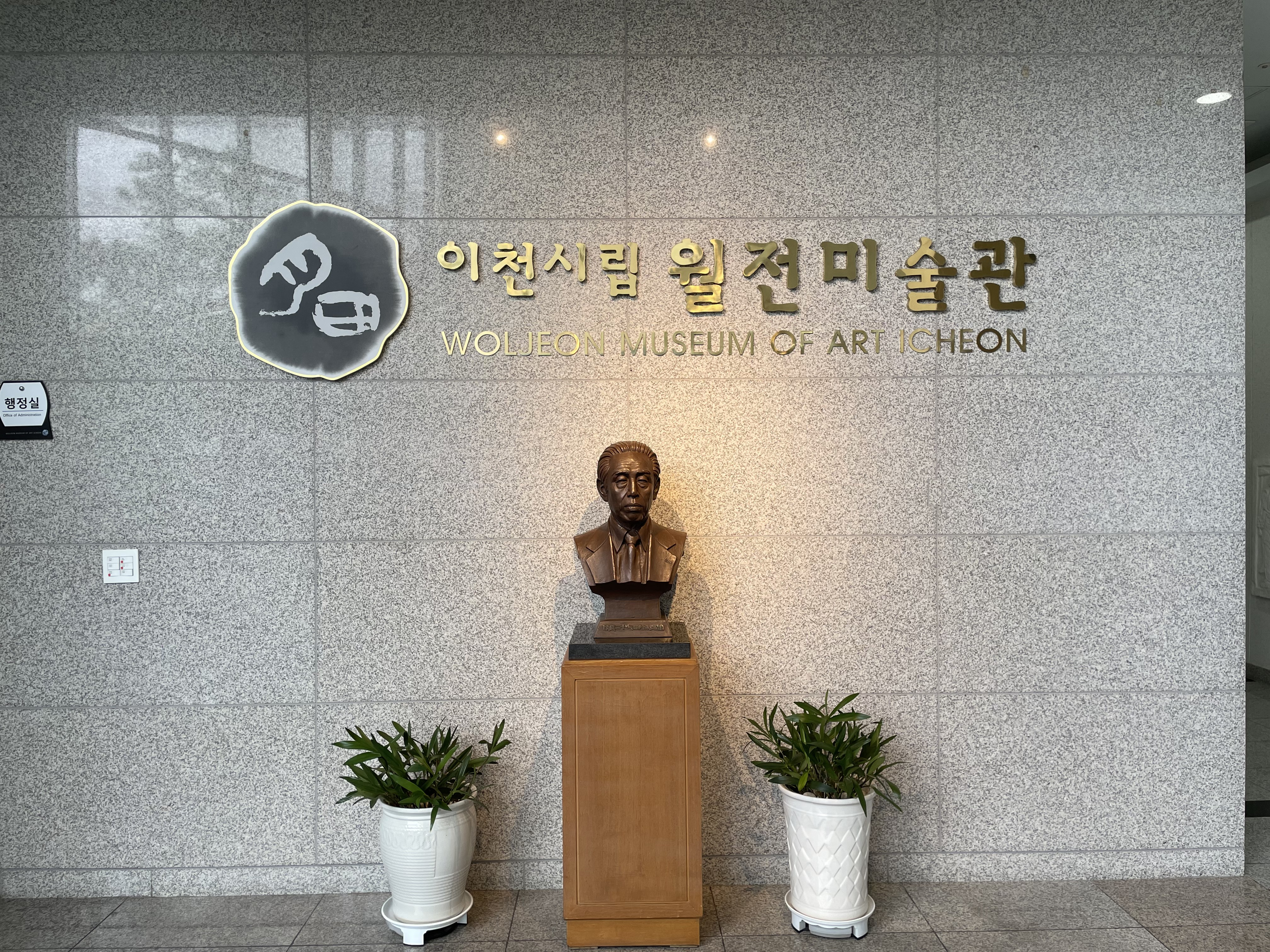
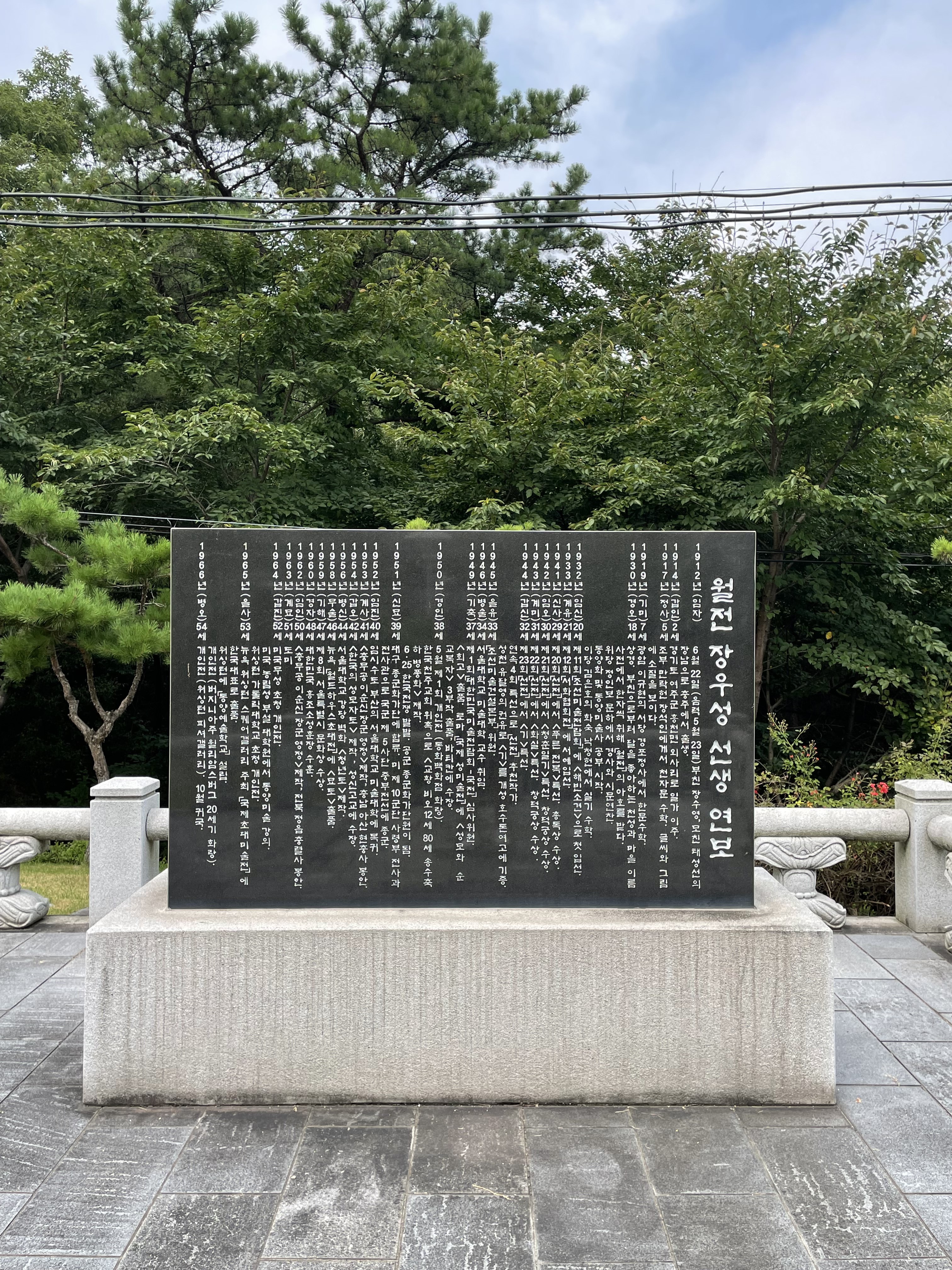
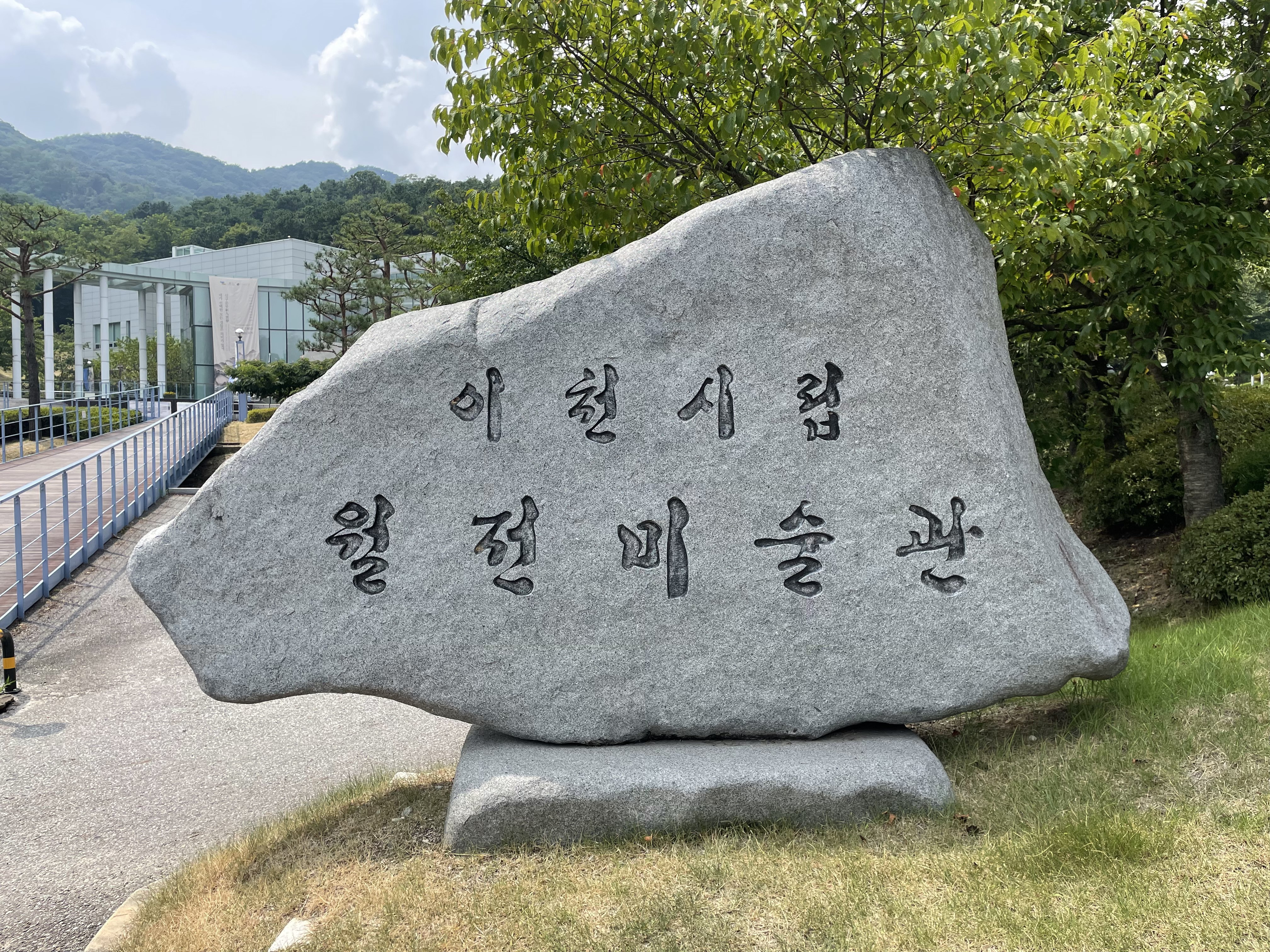
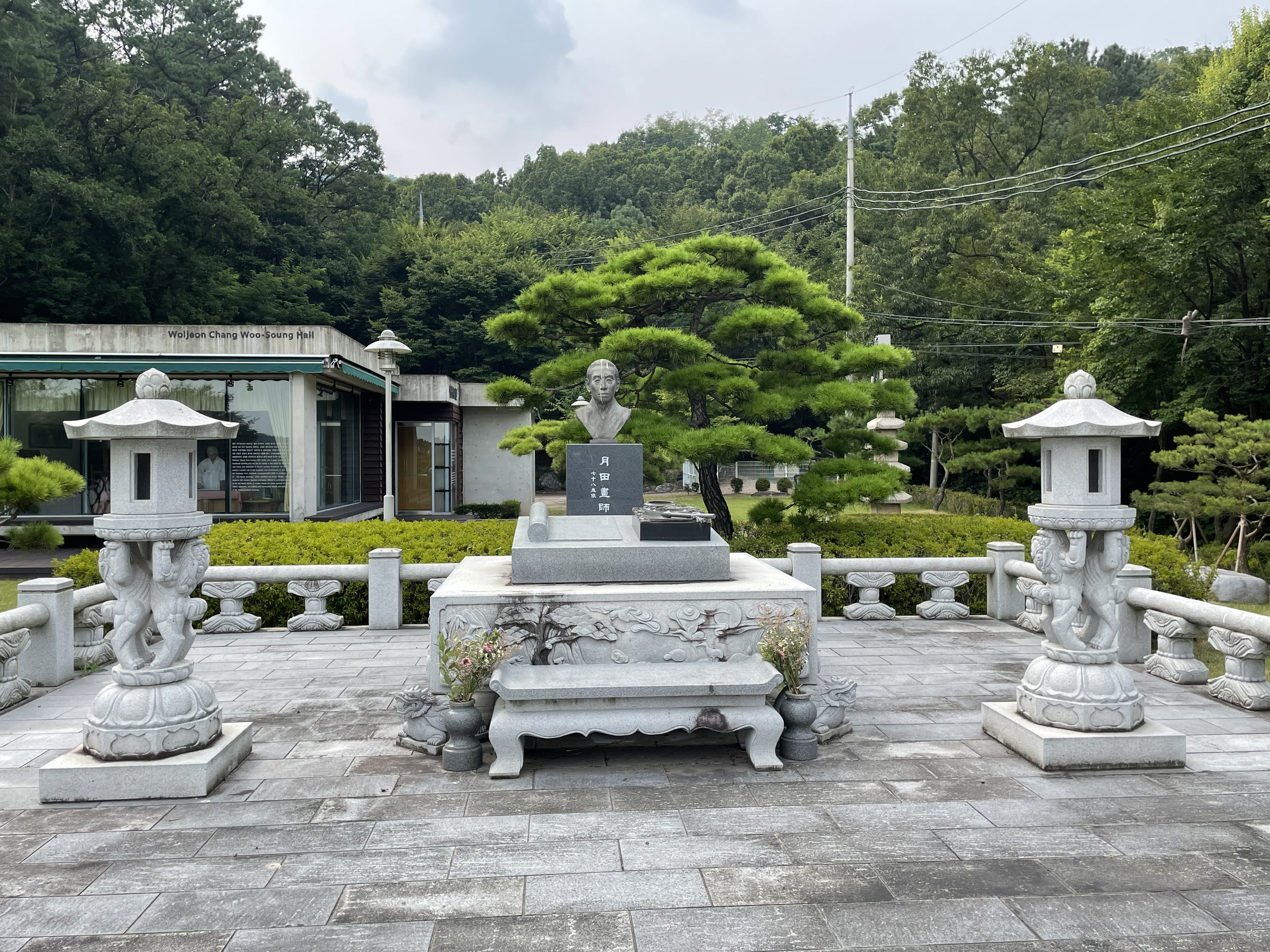
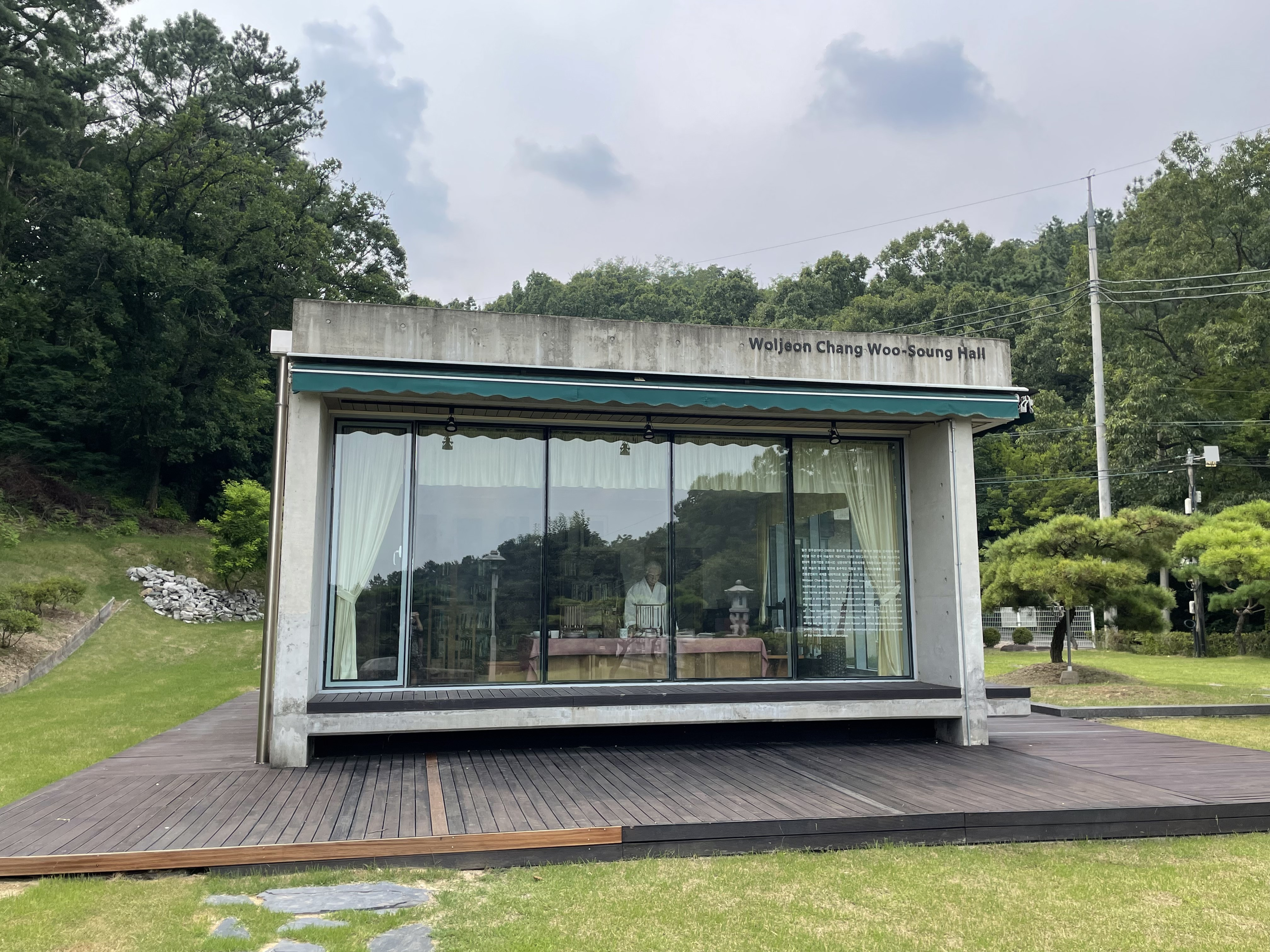

## 같이 보기
- 경기도의 박물관과 미술관 목록